# 卡尔南
卡尔南（法語：Carnin，法語發音：[kaʁnɛ̃]）是法国上法蘭西大區北部省的一个市镇，位于该省中部，南侧和加来海峡省相邻，属于里尔区和里尔欧洲都会区。

## 地理
卡尔南（50°31'12"N, 2°57'28"E）面积2.33 平方千米，位于法国上法蘭西大區北部省，该省份为法国最北部的省份及最长的省份，西北濒北海，西接加来海峡省，南至埃纳省和索姆省，东与比利时接壤。
与卡尔南接壤的市镇（或旧市镇、城区）包括：贡德库尔、阿莱讷莱马赖、阿讷兰、卡朗博地区康凡、舍米、卡尔万。
卡尔南的时区为UTC+01:00、UTC+02:00（夏令时）。

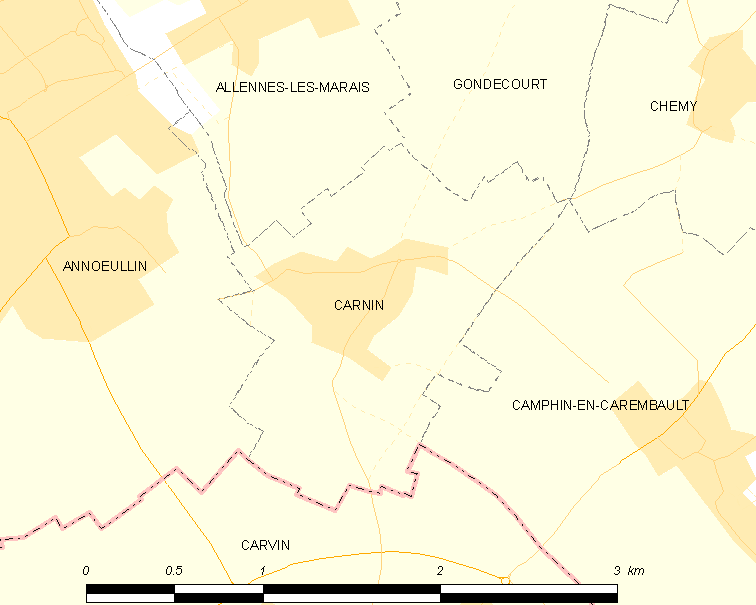
卡尔南的OSM定位图

## 行政
卡尔南的邮政编码为59112，INSEE市镇编码为59133。

## 政治
卡尔南所属的省级选区为阿讷兰县。

## 人口

1962-2008年间卡尔南人口变化图示

卡尔南于2022年1月1日时的人口数量为1097人。